# Calamarca
Calamarca es una localidad boliviana, capital del Municipio de Calamarca ubicado en la provincia de Aroma del Departamento de La Paz. 
Calamarca se encuentra a 54 km de La Paz y a 175 km de Oruro y forma parte de la Ruta Nacional 1 de Bolivia (Doble Vía). Está situada a una altitud de 4.053 m s. n. m.

## Ángeles de Calamarca
La Iglesia de Calamarca, construida a finales del siglo XVI,  conserva treinta y seis cuadros pintados en la segunda mitad del siglo XVII, según aparece en un inventario de esta iglesia, datado en 1728, que constituyen la  mayor colección de cuadros de ángeles arcabuceros en la región andina cuyo autor anónimo es denominado el Maestro de Calamarca.

## El atraco de Calamarca
El 28 de julio de 1961 en la localidad de Calamarca se produjo un atraco de 2,800 millones de bolivianos, remesas de la Corporación Minera de Bolivia (COMIBOL) que estaban siendo trasladadas por tres funcionarios de esta institución para el pago de salarios de los empleados de las minas de Catavi y Siglo XX. Los funcionarios fueron asesinados y después de casi un año, el 18 de julio de 1962, dieron a conocer la identidad de los atracadores.
Esta historia inspiró al director de cine Paolo Agazzi a filmar la película "El Atraco" (2004).

## Clima
| Parámetros climáticos promedio de Calamarca | Parámetros climáticos promedio de Calamarca | Parámetros climáticos promedio de Calamarca | Parámetros climáticos promedio de Calamarca | Parámetros climáticos promedio de Calamarca | Parámetros climáticos promedio de Calamarca | Parámetros climáticos promedio de Calamarca | Parámetros climáticos promedio de Calamarca | Parámetros climáticos promedio de Calamarca | Parámetros climáticos promedio de Calamarca | Parámetros climáticos promedio de Calamarca | Parámetros climáticos promedio de Calamarca | Parámetros climáticos promedio de Calamarca | Parámetros climáticos promedio de Calamarca |
| Mes                                         | Ene.                                        | Feb.                                        | Mar.                                        | Abr.                                        | May.                                        | Jun.                                        | Jul.                                        | Ago.                                        | Sep.                                        | Oct.                                        | Nov.                                        | Dic.                                        | Anual                                       |
| ------------------------------------------- | ------------------------------------------- | ------------------------------------------- | ------------------------------------------- | ------------------------------------------- | ------------------------------------------- | ------------------------------------------- | ------------------------------------------- | ------------------------------------------- | ------------------------------------------- | ------------------------------------------- | ------------------------------------------- | ------------------------------------------- | ------------------------------------------- |
| Temp. máx. abs. (°C)                        | 16.2                                        | 15.7                                        | 15.8                                        | 15.2                                        | 13.8                                        | 12.8                                        | 12.6                                        | 14.6                                        | 15.2                                        | 17.4                                        | 18.0                                        | 16.4                                        | 15.3                                        |
| Temp. media (°C)                            | 9.3                                         | 9.2                                         | 8.8                                         | 7.6                                         | 5.3                                         | 3.4                                         | 3.2                                         | 5.1                                         | 6.8                                         | 8.6                                         | 9.5                                         | 9.0                                         | 7.1                                         |
| Temp. mín. abs. (°C)                        | 2.5                                         | 2.8                                         | 1.9                                         | 0                                           | -3.1                                        | -6.0                                        | -6.2                                        | -4.3                                        | -1.5                                        | -0.2                                        | 1.1                                         | 1.7                                         | -0.9                                        |
| Precipitación total (mm)                    | 105                                         | 80                                          | 56                                          | 24                                          | 9                                           | 3                                           | 6                                           | 11                                          | 25                                          | 26                                          | 36                                          | 68                                          | 449                                         |
| Fuente: Climate-Data.org                    |                                             |                                             |                                             |                                             |                                             |                                             |                                             |                                             |                                             |                                             |                                             |                                             |                                             |

## Demografía
De acuerdo con el censo boliviano de 2024, la población del municipio de Calamarca es de 15 279 habitantes.
Las estimaciones de población (por cada año) se encuentra basadas de acuerdo a los censos oficiales. 
| Año  | Habitantes (municipio) | Habitantes (localidad) | Fuente                  |
| ---- | ---------------------- | ---------------------- | ----------------------- |
| 1992 | 9 665                  | 701                    | Censo boliviano de 1992 |
| 2001 | 12 112                 | 942                    | Censo boliviano de 2001 |
| 2012 | 12 413                 | 1 417                  | Censo boliviano de 2012 |
| 2024 | 15 279                 |                        | Censo boliviano de 2024 |